# 루방섬
루방섬(Lubang Island)은 필리핀 중부 민도로섬 북서쪽 해안 남중국해 가운데 위치한 섬이다.

## 개요
루방섬과 민도로섬 사이는 카타비테 수로로 분리되어 있다. 동쪽에는 루손의 바탕가스주가 있고 마닐라시에서 남서쪽 150km 떨어진 비교적 가까운 위치에 있다. 길이는 30km, 폭 10km의 루방섬은 4개의 큰 섬과 수 많은 작은 섬으로 이루어진 루방 제도의 가장 큰 섬이다. 동쪽에는 둥근 모양의 앰빌섬(Ambil)이 있고, 남동쪽에는 길쭉한 골로섬(Golo)이, 서쪽에는 작은 카브라섬(Cabra)이 있다.
루방섬은 행정구역상 서민도로주에 속하며 루방(Lubang)과 로오크(Looc)의 두 지자체를 구성하고 있다. 루방 마을은 루방섬 서쪽 절반과 카브라섬을 관할하고, 루크 마을은 루방섬 동쪽 절반과 앰빌섬, 골로섬 두 섬을 관할한다. 제도에 따라 25개 바랑가이(마을)가 있다.
생업의 대부분은 섬을 둘러싼 바다를 통한 어업에 의존하고 있지만, 하얀 모래 해변이 계속되는 아름다운 해안선이 있기 때문에 관광 개발의 기대도 높아지고 있다.
전투기 가와니시 N1K 시덴(紫電機) 승무원 칸노 나오시가 불시착한 섬으로도 알려져 있다.

## 에피소드
이 섬의 최근 역사에서 가장 흥미로운 에피소드는 제2차 세계 대전의 마지막 투항병, 일본 육군 소위 정보 장교 오노다 히로의 사건이다. 그는 민도로섬에 미군이 상륙하고, 루손섬 상륙이 임박한 1944년 12월 첩보와 유격 지휘 임무를 맡은 부하들과 함께 루방섬에 게릴라 활동을 하기 위해 갔는데, 필리핀이 연합군에 제압된 후에도 정글에 숨어 전쟁이 끝났다는 사실을 믿지 못하고 부하들과 게릴라전을 계속하였고, 그 과정에서 많은 주민과 죽고, 부하들도 사망했다.
전쟁이 끝난 뒤 29년 후인 1972년에 그의 부하들이 현지 경찰에 사살된 것을 계기로 그의 존재가 알려지게 되었으며, 1974년 3월, 전 상관이자 임무 해제 명령을 받은 필리핀군에 항복했다.